# Aeroportul Moenjodaro
Aeroportul Moenjodaro (IATA: MJD, ICAO: OPMJ) este un aeroport din Sindh, Pakistan.
Situat la o altitudine de 47 m, aeroportul dispune de o singură pistă. Este operat de Pakistan Civil Aviation Authority⁠(d).